# Štefan Kada
Štefan Kada (24. prosince 1865 Žilina – 22. února 1949) byl slovenský a československý politik a meziválečný senátor Národního shromáždění za Československou sociálně demokratickou stranu dělnickou.

## Biografie
Profesí byl mistrem obuvnickým v Žilině. Uvádí se též jako starosta Žiliny.
V parlamentních volbách v roce 1920 získal za sociální demokraty senátorské křeslo v Národním shromáždění. V senátu zasedal do roku 1925.